# Mortoniella tranquilla
Mortoniella tranquilla är en nattsländeart som beskrevs av Martynov 1912. Mortoniella tranquilla ingår i släktet Mortoniella och familjen stenhusnattsländor. Inga underarter finns listade i Catalogue of Life.